# Youngstown, Alberta
Youngstown är en ort i Kanada.   Den ligger i provinsen Alberta, i den centrala delen av landet, 2 700 km väster om huvudstaden Ottawa. Youngstown ligger 767 meter över havet och antalet invånare är 178.
Terrängen runt Youngstown är platt, och sluttar norrut. Trakten runt Youngstown är nära nog obefolkad, med mindre än två invånare per kvadratkilometer.. Det finns inga andra samhällen i närheten.
Trakten runt Youngstown består i huvudsak av gräsmarker.